# European Sevens Championship 2008
El European Sevens Championship de 2008 fue la séptima edición del campeonato de selecciones nacionales masculinas europeas de rugby 7.

## Fase de grupos

### Grupo A
| Equipo   | Encuentros | Encuentros | Encuentros | Encuentros | Tantos  | Tantos    | Tantos     | Puntos |
| Equipo   | jugados    | ganados    | empatados  | perdidos   | a favor | en contra | diferencia | Puntos |
| -------- | ---------- | ---------- | ---------- | ---------- | ------- | --------- | ---------- | ------ |
| Rusia    | 5          | 5          | 0          | 0          | 151     | 32        | +119       | 15     |
| Francia  | 5          | 4          | 0          | 1          | 81      | 31        | +50        | 13     |
| Alemania | 5          | 2          | 0          | 3          | 75      | 99        | -24        | 9      |
| España   | 5          | 2          | 0          | 3          | 57      | 107       | -50        | 9      |
| Rusia    | 5          | 1          | 1          | 3          | 74      | 100       | –26        | 8      |
| Rumania  | 5          | 0          | 1          | 4          | 31      | 100       | –69        | 6      |

### Grupo B
| Equipo  | Encuentros | Encuentros | Encuentros | Encuentros | Tantos  | Tantos    | Tantos     | Puntos |
| Equipo  | jugados    | ganados    | empatados  | perdidos   | a favor | en contra | diferencia | Puntos |
| ------- | ---------- | ---------- | ---------- | ---------- | ------- | --------- | ---------- | ------ |
| Gales   | 5          | 5          | 0          | 0          | 151     | 62        | +89        | 15     |
| Irlanda | 5          | 4          | 0          | 1          | 105     | 52        | +53        | 13     |
| Italia  | 5          | 3          | 0          | 2          | 112     | 75        | +37        | 11     |
| Ucrania | 5          | 2          | 0          | 3          | 82      | 104       | –22        | 9      |
| Polonia | 5          | 1          | 0          | 4          | 49      | 135       | –86        | 7      |
| Bélgica | 5          | 0          | 0          | 5          | 53      | 124       | –71        | 5      |

## Fase Final

#### Copa de oro
|  | Semifinales | Semifinales | Semifinales |       |          | Copa         | Copa         | Copa         |  |
|  |             |             |             |       |          |              |              |              |  |
|  |             |             |             |       |          |              |              |              |  |
|  | Portugal    | Portugal    | 14          |       |          |              |              |              |  |
|  | Portugal    | Portugal    | 14          |       |          |              |              |              |  |
|  | Irlanda     | Irlanda     | 12          |       |          |              |              |              |  |
|  | Irlanda     | Irlanda     | 12          |       | Portugal | Portugal     | 26           |              |  |
|  |             |             |             |       | Portugal | Portugal     | 26           |              |  |
|  |             |             | Gales       | Gales | 12       |              |              |              |  |
|  | Gales       | Gales       | Gales       | Gales | 12       | 19           |              |              |  |
|  | Gales       | Gales       |             |       |          | 19           |              |              |  |
|  | Georgia     | Georgia     | 14          |       |          | Tercer lugar | Tercer lugar | Tercer lugar |  |
|  | Georgia     | Georgia     | 14          |       |          | Tercer lugar | Tercer lugar | Tercer lugar |  |
|  |             |             |             |       |          |              |              |              |  |
|  |             |             |             |       |          | Georgia      | Georgia      | 26           |  |
|  |             |             |             |       |          | Georgia      | Georgia      | 26           |  |
|  |             |             |             |       |          | Irlanda      | Irlanda      | 7            |  |
|  |             |             |             |       |          | Irlanda      | Irlanda      | 7            |  |
|  |             |             |             |       |          |              |              |              |  |

| Bandera de Portugal |
| Campeón Portugal    |
| Sexto título        |